# Gouden Strop
Mit dem Gouden Strop (übersetzt: Goldener Strick, Goldene Schlinge), dem bedeutendsten niederländischen Preis für Kriminalliteratur, wird seit 1986 der beste in niederländischer Sprache geschriebene Kriminalroman durch die Genootschap van Nederlandstalige Misdaadauteurs (GNM) ausgezeichnet. 2019 schließt sich die GNM als eine Sektion der niederländischen Autorenvereinigung (Auteursbond) an.[veraltet]
Die GNM wurde mit maßgeblicher Initiative des Journalisten und Schriftstellers Tomas Ross (Pseudonym für W. P. Hogendoorn) gegründet. Im deutschsprachigen Raum sind nicht alle der mit dem Preis bedachten Romane erschienen. Namensgeber für den Preis ist der Roman Gouden Strop des Niederländers Joop van den Broek. In den englischsprachigen Ländern nennt sich der Preis Golden Noose, die GNM wird dort als The Dutch and Flemish Crime Writers Association bezeichnet. Die Auszeichnung ist seit 2018 mit € 20.000 und einer Skulptur der Amsterdamer Bildhauerin Marianne van den Heuvel dotiert.
Neben dem Schaduwprijs für den besten Debütroman vergibt die GNM als Anerkennung für lange Jahre verdienstvollen Bemühens um die niederländischsprachige Kriminalliteratur auch den GNM Meesterprijs, analog dem Grand Master Award in den USA oder dem Cartier Diamond Dagger in England.

## Kategorien
| Kategorie                                     | Originaltitel    | verliehen seit |
| --------------------------------------------- | ---------------- | -------------- |
| Bester niederländischer Roman                 | Gouden Strop     | 1986           |
| Besondere Verdienste um die Kriminalliteratur | GNM Meesterprijs | 2003           |

## Preisträger

### Bester niederländischer Roman – Gouden Strop
(1988 und 1990 keine Verleihung)
| Jahr | Preisträger                                 | Originaltitel Verlag, Ort Jahr 1                                   | Deutscher Titel Verlag, Ort Jahr 1                   |
| 1986 | Jef Geeraerts                               | De zaak Alzheimer Manteau, Antwerpen 1985                          |                                                      |
| 1987 | Tomas Ross                                  | Bèta Het Spectrum, Utrecht 1986                                    |                                                      |
| 1989 | Gerben Hellinga                             | De terugkeer van Sid Stefan Bert Bakker, Amsterdam 1989            |                                                      |
| 1991 | René Appel                                  | De derde Person Bert Bakker, Amsterdam 1990                        | Mord in der dritten Person Twenne, Berlin 1991       |
| 1992 | Chris Rippen                                | Playback BZZTôH, ’s-Gravenhage 1991                                |                                                      |
| 1993 | Bob Mendes                                  | Vergelding Manteau, Antwerpen 1992                                 |                                                      |
| 1994 | Maarten ’t Hart                             | Het woeden der gehele wereld De Arbeiderspers, Amsterdam 1993      | Das Wüten der ganzen Welt Arche, Zürich 1997         |
| 1995 | Tim Krabbé                                  | Vertraging Bert Bakker, Amsterdam 1994                             | Verspätung Limes, München 1998                       |
| 1996 | Tomas Ross                                  | Koerier voor Sarajevo De Fontein, Baarn 1996                       |                                                      |
| 1997 | Bob Mendes                                  | De kracht van het vuur Manteau, Antwerpen 1996                     | Die Kraft des Feuers Verlagshaus No. 8, Wetzlar 2000 |
| 1998 | Jac. Toes                                   | Fotofinish Stichting voor Kunst en Cultuur Gelderland, Arnhem 1997 | Fotofinish Grafit, Dortmund 2004                     |
| 1999 | Felix Thijssen                              | Cleopatra Luitingh-Sijthoff, Amsterdam 1998                        | Cleopatra Grafit, Dortmund 2000                      |
| 2000 | Peter de Zwann                              | Het Alibibureau Meulenhoff-M, Amsterdam 2000                       |                                                      |
| 2001 | René Appel                                  | Zinloos geweld Bert Bakker, Amsterdam 2001                         | Ein Opfer der Umstände Schneekluth, München 2003     |
| 2002 | Charles den Tex                             | Schijn van Kans De Geus, Breda 2002                                |                                                      |
| 2003 | Tomas Ross                                  | De zesde mei De Bezige Bij, Amsterdam 2003                         | Der Tod des Kandidaten dtv, München 2009             |
| 2004 | Elvin Post                                  | Groene Vrijdag Anthos, Amsterdam 2004                              |                                                      |
| 2005 | Johanna Spaey                               | Dood van een soldaat Manteau, Antwerpen 2005 (Großdruck)           |                                                      |
| 2006 | Charles den Tex                             | De macht van menheer Miller De Geus, Breda 2002                    | Die Macht des Mr. Miller Grafit, Dortmund 2007       |
| 2007 | Roel Janssen                                | De tiende vrouw Cargo, Amsterdam 2007                              |                                                      |
| 2008 | Charles den Tex                             | Cel De Geus, Breda 2008                                            | Die Zelle Grafit, Dortmund 2009                      |
| 2009 | Marion Pauw                                 | Daglicht Anthos, Amsterdam 2008                                    | Blutige Asche Heyne, München 2010                    |
| 2010 | Bram Dehouck                                | De minzame moordenaar Van Halewyck, Leuven 2010                    |                                                      |
| 2011 | Gauke Andriesse                             | De handen van Kalman Teller Atlas, Amsterdam 2010                  |                                                      |
| 2012 | Bram Dehouck                                | Een zomer zonder slaap De Geus, Breda 2011                         | Sommer ohne Schlaf btb, München 2014                 |
| 2013 | Michael Berg                                | Nacht in Parijs The House of Books, Vianen 2012                    |                                                      |
| 2014 | Donald Nolet                                | Versleuteld Cargo, De Bezige Bij, Amsterdam 2013                   |                                                      |
| 2015 | Jo Claes                                    | De mythe van Methusalem Houtekiet, Antwerpen/Amsterdam 2014        |                                                      |
| 2016 | Esther Verhoef                              | Lieve mama Prometheus, Amsterdam 2015                              |                                                      |
| 2017 | Felix Weber (Pseudonym von Gauke Andriesse) | Tot stof Boekerij, Amsterdam 2016                                  |                                                      |
| 2018 | Willem Asman                                | Enter Ambo/Anthos, Amsterdam 2017                                  |                                                      |
| 2019 | Samantha Stroombergen                       | De witte kamer De Boekerij, Amsterdam 2018                         |                                                      |
| 2020 | Dominique Biebau                            | Russisch voor beginners Uitgeverij XL, Deventer 2020               |                                                      |
| 2021 | Bernice Berkleef                            | Bloedsteen The House of Books, Vianen 2020                         |                                                      |
| 2022 | Marion Pauw                                 | Vogeleiland The House of Books, Amsterdam 2021                     |                                                      |

1 = Verlags- und Jahresangaben beziehen sich auf die Original- bzw. deutschen Erstausgaben

### Besondere Verdienste um die Kriminalliteratur – GNM Meesterprijs
(bisher eine Verleihung, max. alle drei Jahre)
| Jahr | Preisträger/-in                             | Jahr | Preisträger/-in | Jahr | Preisträger/-in |
| ---- | ------------------------------------------- | ---- | --------------- | ---- | --------------- |
| 2003 | Albert Cornelis Baantjer („Appie“ Baantjer) | 2013 | Saskia Noort    | 2018 | Tomas Ross      |